# チョコレートコスモス (漫画)
『チョコレートコスモス』は、春田ななによる日本の漫画作品。少女漫画雑誌『りぼん』（集英社）に2007年9月号から2008年11月号まで連載され、単行本全4巻がりぼんマスコットコミックス（同社）から刊行された。全15話。

## あらすじ
ドラマティックな恋愛に憧れながら、目つきの悪さから周囲に誤解され、高校入学後もなかなか恋ができずにいた桜井紗雪。夏休みのある日、遊びに行った浜辺で、ふとしたきっかけから同じ高校の人間と名乗る青年・萩原克弥と知り合い、恋に落ちたが、彼は高校の生徒ではなく教師であり、紗雪は夏休み明けにその事実を知ってしまう。教師を嫌う紗雪にとって、克弥は本来ならば恋愛対象外のはずだった。

## 登場人物
桜井 紗雪（さくらい さゆき）
16歳の高校生。少女漫画のような出会いに憧れていたが、その鋭い目つきから男子から敬遠される。さらに、根も葉もない噂まで立てられてしまい、恋愛とは縁遠い学生生活を送っていた。勉強と教師が嫌いで、学校の成績は振るわない。夏休みに、ふとしたきっかけから教師である萩原克弥（後述）に恋をする。3人姉妹の次女。誕生日は1月17日。
萩原 克弥（はぎわら かつや）
紗雪達が通う高校の教師で、端正な容貌の青年。担当科目は家庭科。明るく奔放な性格で、高校生のころには担任の教師と交際していた。生徒からの人気は高く、香住和華（後述）と一緒に顧問を務める「料理して食べて野球をする会」には彼目当ての新規入会者が日々増加している。誕生日は11月28日。血液型はO型。
武藤 悠士（むとう ゆうし）
紗雪の幼馴染。いい恰好をしたがるが、いつも空回りしている少年。紗雪に密かな好意を寄せており、彼女が萩原克弥と急接近したことに対し、怒りと焦燥感を募らせる。誕生日は5月5日。
小村 由佳子（こむら ゆかこ）
「料理をして食べて野球をする会」の会員で、紗雪達の先輩。かつて萩原克弥が高校生時分に交際していた担任教師の妹。
野村 美奈（のむら みな）
紗雪の友人。明るい性格で面食いの少女。
原田 栞（はらだ しおり）
紗雪の友人。読書が好きでクールな少女。口の悪いところがある。
梶 高行（かじ たかゆき）
紗雪の男友達。ナルシストで、武藤悠士が唯一の友人。
香住 和華（かすみ わか）
紗雪達が通う高校の教師。クールでとっつきにくい性格の女性だが、お笑い好きという一面もある。萩原克弥の人気に対する嫉妬から、「野球同好会」の設立に反対。その後、「料理して食べて野球をする会」と会の名称や活動内容を改変し、自分も顧問になるという条件で譲歩した。

## 書誌情報
- 春田なな 『チョコレートコスモス』 集英社 〈りぼんマスコットコミックス〉、全4巻[1]
  1. 2007年12月14日第1刷発売、ISBN 978-4-08-856789-1
  2. 2008年4月15日第1刷発売、ISBN 978-4-08-856807-2
  3. 2008年9月12日第1刷発売、ISBN 978-4-08-856839-3
  4. 2008年11月14日第1刷発売、ISBN 978-4-08-856851-5